# See- und Luftschlacht im Golf von Leyte (Flottenaufstellung)
Nachfolgend sind die Flottenaufstellungen der alliierten Streitkräfte und der Streitkräfte der Kaiserlich Japanischen Marine für die See- und Luftschlacht im Golf von Leyte aufgeführt. Die Seeschlacht fand vom 23. bis 26. Oktober 1944 während des Pazifikkriegs im Zweiten Weltkrieg in den Gewässern der Philippinen statt.

## Die alliierten Streitkräfte

### Pacific Ocean Areas (POA)
Oberkommando Pacific Ocean Areas: Admiral Chester W. Nimitz

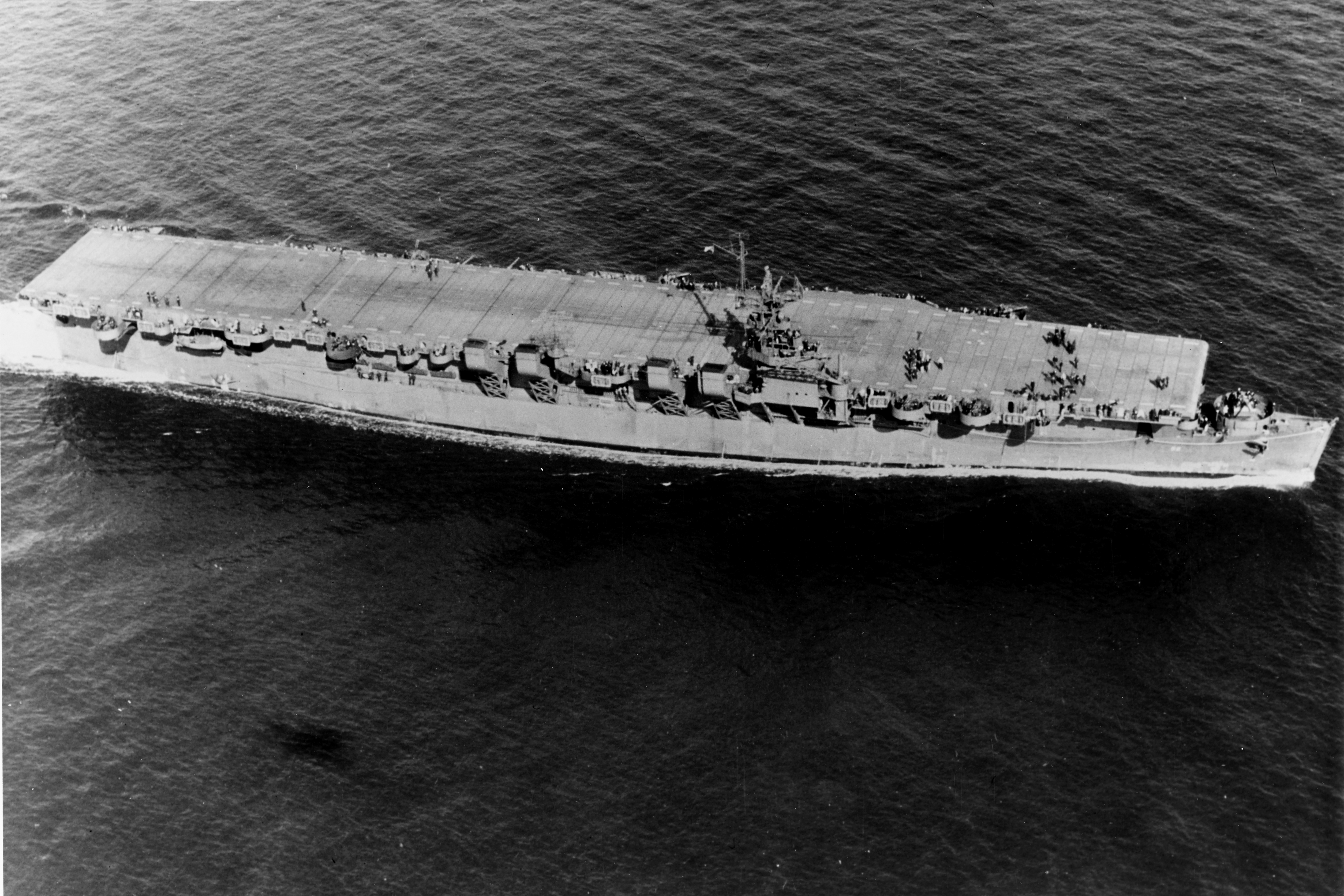
Der Leichte Flugzeugträger Independence

#### 3. Flotte
Befehlshaber: Admiral William F. Halsey
Am 6. Oktober 1944 lief die Task Force 38 (TF.38) mit 3 Gruppen (TG.38.1 bis .3) von Ulithi aus. Die TG.38.4 stieß aus dem Raum westlich von Palau am 7. Oktober dazu. Es folgten Angriffe auf Formosa und am 17. Oktober Angriffe auf Luzon zur Ausschaltung der japanischen Luftwaffe.
| Einheiten       | TG.38.1 Vizeadmiral John S. McCain                                                                                     | TG.38.2 Konteradmiral Gerald F. Bogan | TG.38.3 Konteradmiral Frederick C. Sherman | TG.38.4 Konteradmiral Ralph E. Davison                                                             |
| --------------- | --- | --- | --- | -------------------------------------------------------------------------------------------------- |
| Schlachtschiff  | | Iowa, New Jersey | Massachusetts, South Dakota | Alabama, Washington                                                                                |
| Flugzeugträger  | Hancock. Hornet, Wasp, Cowpens, Monterey                                                                               | Cabot, Independence, Intrepid | Essex, Langley, Lexington, Princeton | Belleau Wood, Enterprise, Franklin, San Jacinto                                                    |
| Schwere Kreuzer | Boston, Chester, Pensacola, Salt Lake City                                                                             | | | New Orleans, Wichita                                                                               |
| Leichte Kreuzer | Oakland, San Diego | Biloxi, Miami, Vincennes | Birmingham, Mobile, Reno, Santa Fe | |
| Zerstörer       | Bell, Boyd, Brown, Burns, Caperton, Charrette, Cogswell, Conner, Cowell, Grayson, Ingersoll, Izard, McCalla, Woodworth | Colahan, Cushing, Halsey Powell, Hickox, Hunt, Lewis Hancock, Marshall, Miller, Owen, Stockham, The Sullivans, Tingey, Twining, Uhlmann, Yarnall | Callaghan, Caperton, Cassin Young, Clarence K. Bronson, Cotten, Dortch, Gatling, Healy, Irwin, Knapp, Laws, Longshaw, Morrison, Porterfield, Preston | Bagley, Gridley, Helm, Maury, McCall, Mugford, Nicholson, Patterson, Ralph Talbot, Swanson, Wilkes |

### Southwest Pacific Area (SWPA)
Oberkommando Southwest Pacific Area: General Douglas MacArthur

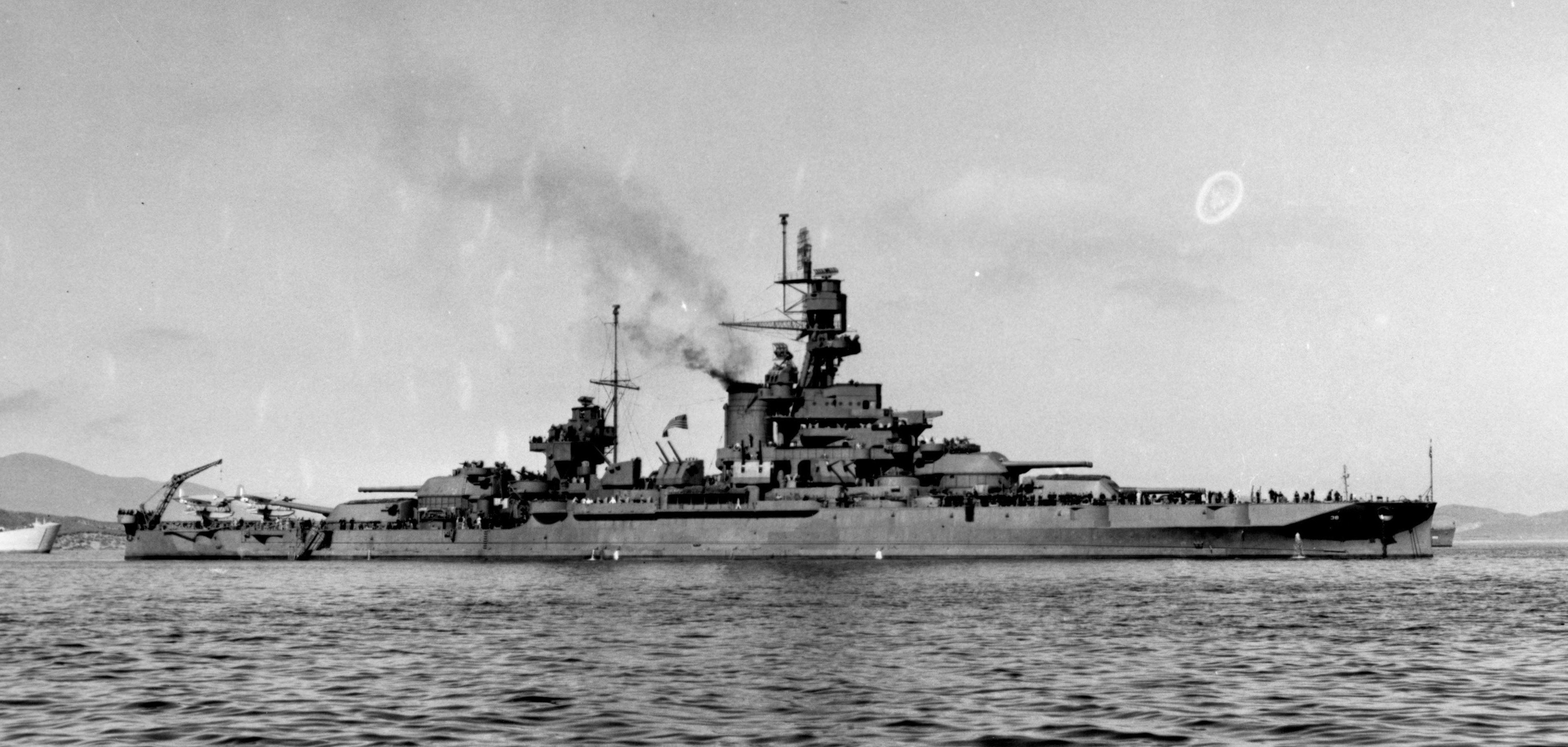
Das Schlachtschiff Pennsylvania

#### 7. Flotte
Befehlshaber: Vizeadmiral Thomas C. Kinkaid
Die Aufgabe der 7. Flotte bestand in der Deckung der amphibischen Bewegung von Schiff zu Ufer sowie darin, Einheiten der 6. Armee unter Generalleutnant Walter Krueger zu transportieren, zu landen und zu unterstützen, um bei der Eroberung, Besetzung und dem Ausbau der Landungsköpfe im Leyte-Gebiet im Süden der Philippinen zu helfen.
| Einheiten       | Konteradmiral Jesse B. Oldendorf |
| --------------- | --- |
| Schlachtschiff  | California, Maryland, Mississippi, Pennsylvania, Tennessee, West Virginia |
| Schwere Kreuzer | Louisville, Minneapolis, Portland, Shropshire (RAN) |
| Leichte Kreuzer | Boise, Columbia, Denver, Phoenix |
| Zerstörer       | Albert W.Grant, Arunta (RAN), Aulick, Bache, Beale, Bennion, Bryant, Claxton, Cony, Daly, Halford, Heywood L. Edwards, Hutchins, Killen, Leutze, McDermut, McGowan, McNair, Melvin, Mertz, Monsenn, Newcomb, Remey, Richard P. Leary, Robinson, Sigourney, Thorn, Welles |

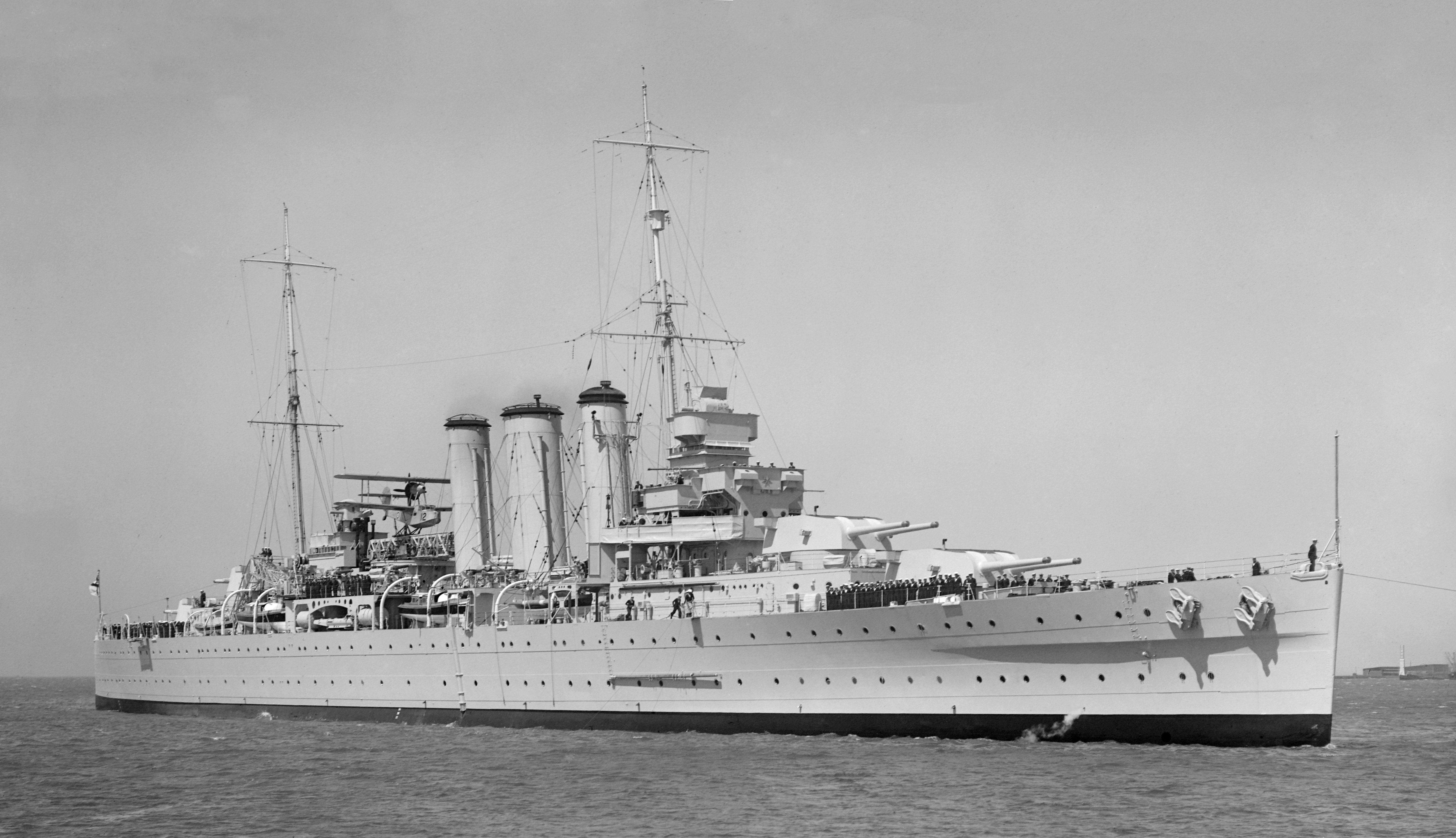
Der australische Schwere Kreuzer Australia

Der Beitrag der Royal Australian Navy (RAN) zu Kinkaids Streitkräften unter dem Kommando von Commodore John Augustine Collins bestand aus den Schweren Kreuzern Australia und Shropshire; den Zerstörern Arunta und Warramunga; den Infanterie-Landungsschiffe Kanimbla, Manoora und Westralia; der Fregatte Gascoyne und dem Landungsschiff HDML 1074. Die Royal Australian Navy war auch in der Task Group 77.7, der Leyte Gulf Service Force der 7. Flotte, durch den Öler Bishopdale, dem Versorgungsschiff Merkur und durch die Munitionsschiffe Poyang und Yunnan vertreten.
| Einheiten            | TG.77.4.1 (TAFFY 1) Konteradmiral Thomas L. Sprague                                 | TG.77.4.2 (TAFFY 2) Konteradmiral Felix B. Stump                                                    | TG.77.4.3 (TAFFY 3) Konteradmiral Clifton A. F. Sprague                      |
| -------------------- | ----------------------------------------------------------------------------------- | --------------------------------------------------------------------------------------------------- | ---------------------------------------------------------------------------- |
| Geleitflugzeugträger | Chenango, Petrof Bay, Saginaw Bay, Sangamo, Santee, Suwannee                        | Kadashan Bay, Manila Bay, Marcus Island, Natoma Bay, Ommaney Bay, Savo Island                       | Fanshaw Bay, Gambier Bay, Kalinin Bay, Kitkun Bay, St. Lo, White Plains      |
| Zerstörer            | Coolbaugh, Eversole, Hazelwood, McCord, Richard M. Rowell, Richard S. Bull, Trathen | Abercrombie, Franks, Haggard, Hailey, Le Ray Wilson, Oberrender, Richard W. Suesens, Walter C. Wann | Hoel, Dennis, Heermann, John C. Butler, Johnston, Raymond, Samuel B. Roberts |

| Einheiten | Lieutenant Commander Robert Leeson |
| --------- | --- |
| PT-Boot   | PT-127, PT-128, PT-129, PT-130, PT-131, PT-132, PT-134, PT-137, PT-146, PT-150, PT-151, PT-152, PT-190, PT-191, PT-192, PT-194, PT-195, PT-196, PT-320, PT-321, PT-323, PT-324, PT-326, PT-327, PT-328, PT-329, PT-330, PT-331, PT-489, PT-490, PT-491, PT-492, PT-493, PT-494, PT-495, PT-497, PT-523, PT-524, PT-526 |

Für die Landung an den Stränden von Leyte standen etliche Landungsboote, Transporter und Fregatten bereit.
| Konteradmiral Daniel E. Barbey                                                                     |
| -------------------------------------------------------------------------------------------------- |
| Transport Divisionen 6, 20, 24, 32, 8 Zerstörer, Minenleger und -sucher, Landungseinheiten, u.v.m. |

| Vizeadmiral Theodore S. Wilkinson                                                                           |
| --- |
| Transport Divisionen 7, 10, 18, 28, 30, 38, 17 Zerstörer, Minenleger und -sucher, Landungseinheiten, u.v.m. |

### Alliierte Verluste
| Datum       | Verlust                     | Verlust               | Grund                            |
| ----------- | --------------------------- | --------------------- | -------------------------------- |
| 17. Oktober | Minensucher YMS 70          | gesunken              | Sturm                            |
| 19. Oktober | Zerstörer Ross              | beschädigt            | Mine                             |
|             | Zerstörer Aulick            | beschädigt            | Beschuss durch Küstenartillerie  |
| 20. Oktober | Flugzeugträger Sangamon     | beschädigt            | Bombardierung durch Flugzeuge    |
|             | Kreuzer Honolulu            | beschädigt            | Torpedobeschuss                  |
| 21. Oktober | Kreuzer Australia           | beschädigt            | Kamikazeangriff                  |
| 23. Oktober | U-Boot Darter               | gesunken              | Auf Riff gelaufen                |
| 24. Oktober | Flugzeugträger Princeton    | gesunken              | Bombardierung durch Flugzeuge    |
|             | Kreuzer Birmingham          | beschädigt            | Explosion der Princeton          |
|             | Zerstörer Hoel              | gesunken              | Beschuss durch Schiffsartillerie |
|             | Zerstörer Samuel B. Roberts | gesunken              | Beschuss durch Schiffsartillerie |
|             | Zerstörer Johnston          | gesunken              | Beschuss durch Schiffsartillerie |
|             | Flugzeugträger Gambier Bay  | gesunken              | Beschuss durch Schiffsartillerie |
|             | Flugzeugträger St. Lo       | gesunken              | Kamikazeangriff                  |
|             | Flugzeugträger Kalinin Bay  | beschädigt            | Kamikazeangriff                  |
|             | Flugzeugträger Kitkun Bay   | beschädigt            | Kamikazeangriff                  |
|             | Flugzeugträger White Plains | beschädigt            | Kamikazeangriff                  |
|             | Flugzeugträger Sangamon     | beschädigt            | Kamikazeangriff                  |
|             | Flugzeugträger Suwanee      | beschädigt            | Kamikazeangriff                  |
|             | Flugzeugträger Santee       | beschädigt            | Kamikazeangriff                  |
| 26. Oktober | Flugzeugträger Suwanee      | wiederholt beschädigt | Kamikazeangriff                  |

## Streitkräfte der Kaiserlich Japanischen Marine

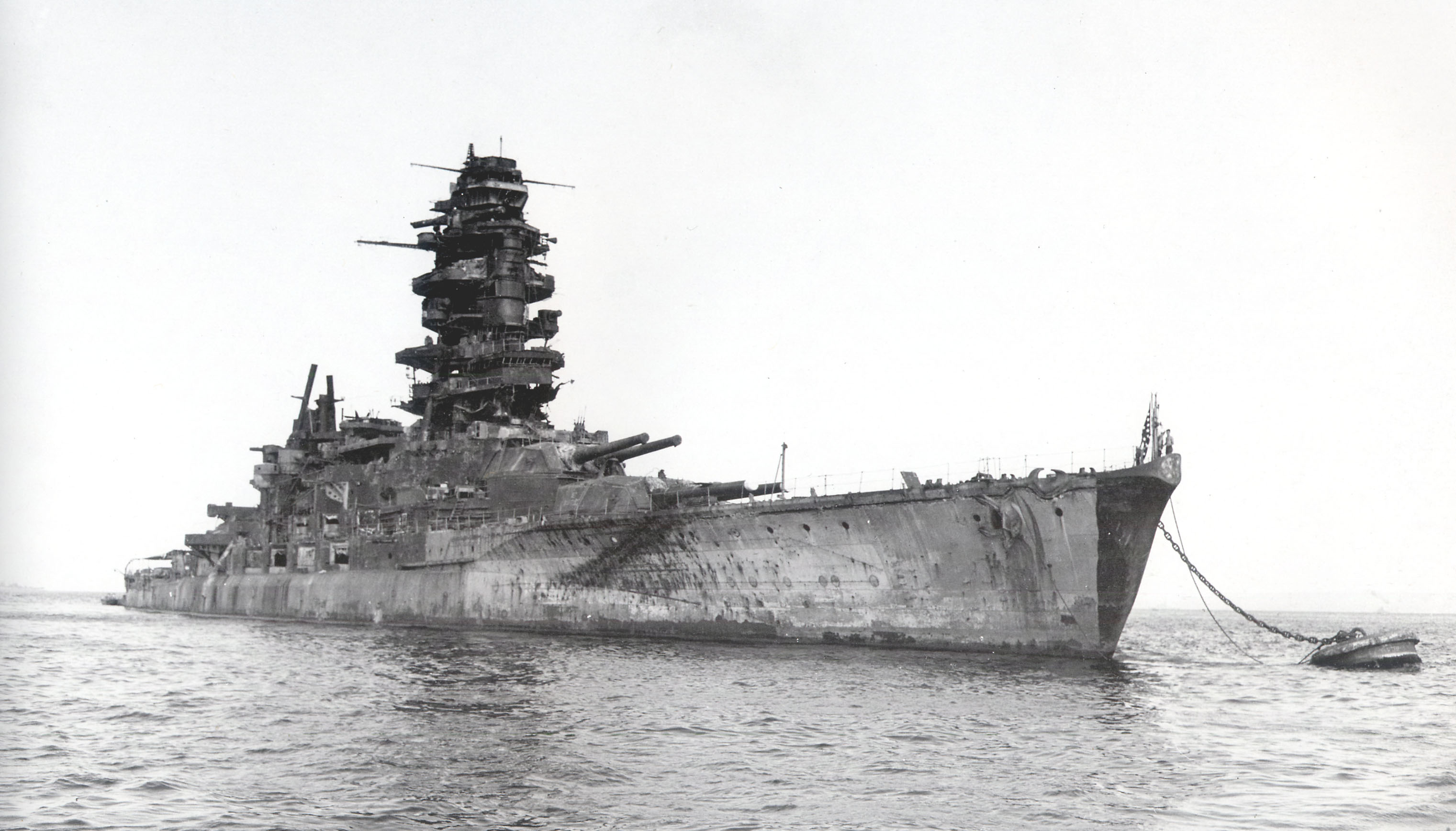
Das Schlachtschiff Nagato

Nach Eingang der Meldungen über die US-Landungen auf Leyte veranlasste der Oberbefehlshaber der Kombinierten Flotte, Admiral Toyoda Soemu, das Auslaufen der japanischen Kampfgruppen. Am 22. Oktober stach von Brunei (Borneo) die Zentralgruppe unter Vizeadmiral Kurita Takeo in See. Es folgte die Südgruppe unter Vizeadmiral Nishimura Shōji. Von Norden lief Vizeadmiral Ozawa Jisaburō mit der 1. Mobilen Flotte als Ablenkungsgruppe aus, welche die Task Force 38 auf sich ziehen sollte.

### Japanische Streitkräfte während des Angriffs in der Palawan-Passage
2. Flotte Vizeadmiral Kurita Takeo
| Schlachtschiff-Division 1 Vizeadmiral Ugaki Matome | Kreuzer-Division 4 Kapitän Aruga Kōsaku | Kreuzer-Division 5 Vizeadmiral Hashimoto Shintarō | Zerstörer-Geschwader 2 Konteradmiral Hayakawa Mikio | Zerstörer-Geschwader 2 Konteradmiral Hayakawa Mikio | Zerstörer-Geschwader 2 Konteradmiral Hayakawa Mikio |
| -------------------------------------------------- | --------------------------------------- | ------------------------------------------------- | --------------------------------------------------- | --------------------------------------------------- | --------------------------------------------------- |
| Yamato Musashi Nagato                              | Atago Chōkai Takao Maya                 | Myōkō Haguro                                      | Noshiro Shimikaze                                   | Noshiro Shimikaze                                   | Noshiro Shimikaze                                   |
| Yamato Musashi Nagato                              | Atago Chōkai Takao Maya                 | Myōkō Haguro                                      | Zerstörer-Division 2                                | Zerstörer-Division 31                               | Zerstörer-Division 32                               |
| Yamato Musashi Nagato                              | Atago Chōkai Takao Maya                 | Myōkō Haguro                                      | Hayashimo Akishimo                                  | Kishinami Okinami Naganami Asashimo                 | Hamanami Fujinami                                   |

| Schlachtschiff-Division 3 Vizeadmiral Suzuki Yoshio | Kreuzer-Division 7 Vizeadmiral Kazutaka Shiraishi | Zerstörer-Geschwader 10 Konteradmiral Kimura Susumu |
| --------------------------------------------------- | ------------------------------------------------- | --------------------------------------------------- |
| Kongō Haruna                                        | Kumano Suzuya Chikuma Tone                        | Yahagi Nowaki Kiyoshimo                             |
| Kongō Haruna                                        | Kumano Suzuya Chikuma Tone                        | Zerstörer-Division 17                               |
| Kongō Haruna                                        | Kumano Suzuya Chikuma Tone                        | Urakaze Yukikaze Hamakaze Isokaze                   |

### Japanische Streitkräfte während der Schlacht in der Sibuyan-See

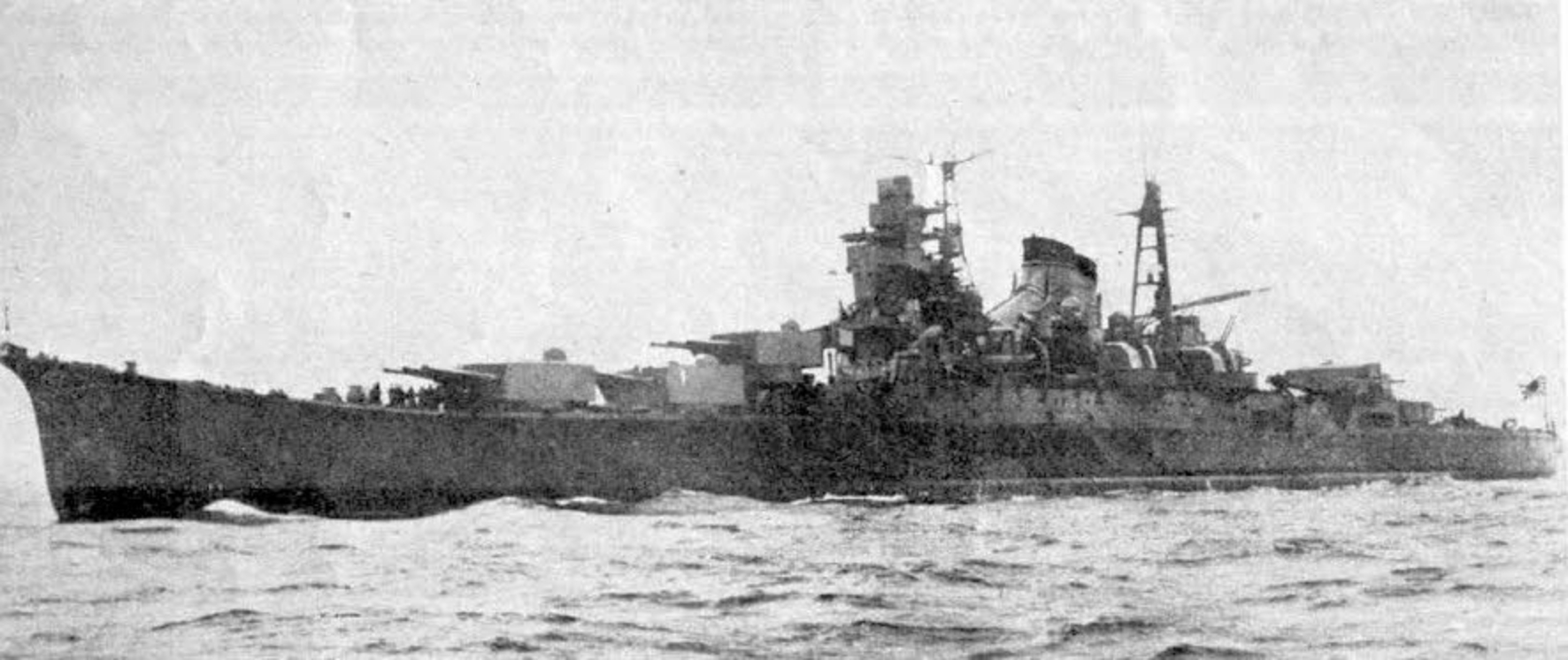
Der Leichte Kreuzer Kumano

2. Flotte Vizeadmiral Kurita Takeo
| Schlachtschiff-Division 1 Vizeadmiral Ugaki Matome | Kreuzer-Division 4 Kapitän Aruga Kōsaku | Kreuzer-Division 5 Vizeadmiral Hashimoto Shintarō | Zerstörer-Geschwader 2 Konteradmiral Hayakawa Mikio | Zerstörer-Geschwader 2 Konteradmiral Hayakawa Mikio | Zerstörer-Geschwader 2 Konteradmiral Hayakawa Mikio |
| -------------------------------------------------- | --------------------------------------- | ------------------------------------------------- | --------------------------------------------------- | --------------------------------------------------- | --------------------------------------------------- |
| Yamato Musashi Nagato                              | Chōkai                                  | Myōkō Haguro                                      | Noshiro Shimikaze                                   | Noshiro Shimikaze                                   | Noshiro Shimikaze                                   |
| Yamato Musashi Nagato                              | Chōkai                                  | Myōkō Haguro                                      | Zerstörer-Division 2                                | Zerstörer-Division 31                               | Zerstörer-Division 32                               |
| Yamato Musashi Nagato                              | Chōkai                                  | Myōkō Haguro                                      | Hayashimo Akishimo                                  | Kishinami Okinami                                   | Hamanami Fujinami                                   |

| Schlachtschiff-Division 3 Vizeadmiral Suzuki Yoshio | Kreuzer-Division 7 Vizeadmiral Kazutaka Shiraishi | Zerstörer-Geschwader 10 Konteradmiral Kimura Susumu |
| --------------------------------------------------- | ------------------------------------------------- | --------------------------------------------------- |
| Kongō Haruna                                        | Kumano Suzuya Chikuma Tone                        | Yahagi Kiyoshimo                                    |
| Kongō Haruna                                        | Kumano Suzuya Chikuma Tone                        | Zerstörer-Division 17                               |
| Kongō Haruna                                        | Kumano Suzuya Chikuma Tone                        | Urakaze Yukikaze Hamakaze Isokaze                   |

### Japanische Streitkräfte während der Schlacht in der Straße von Surigao

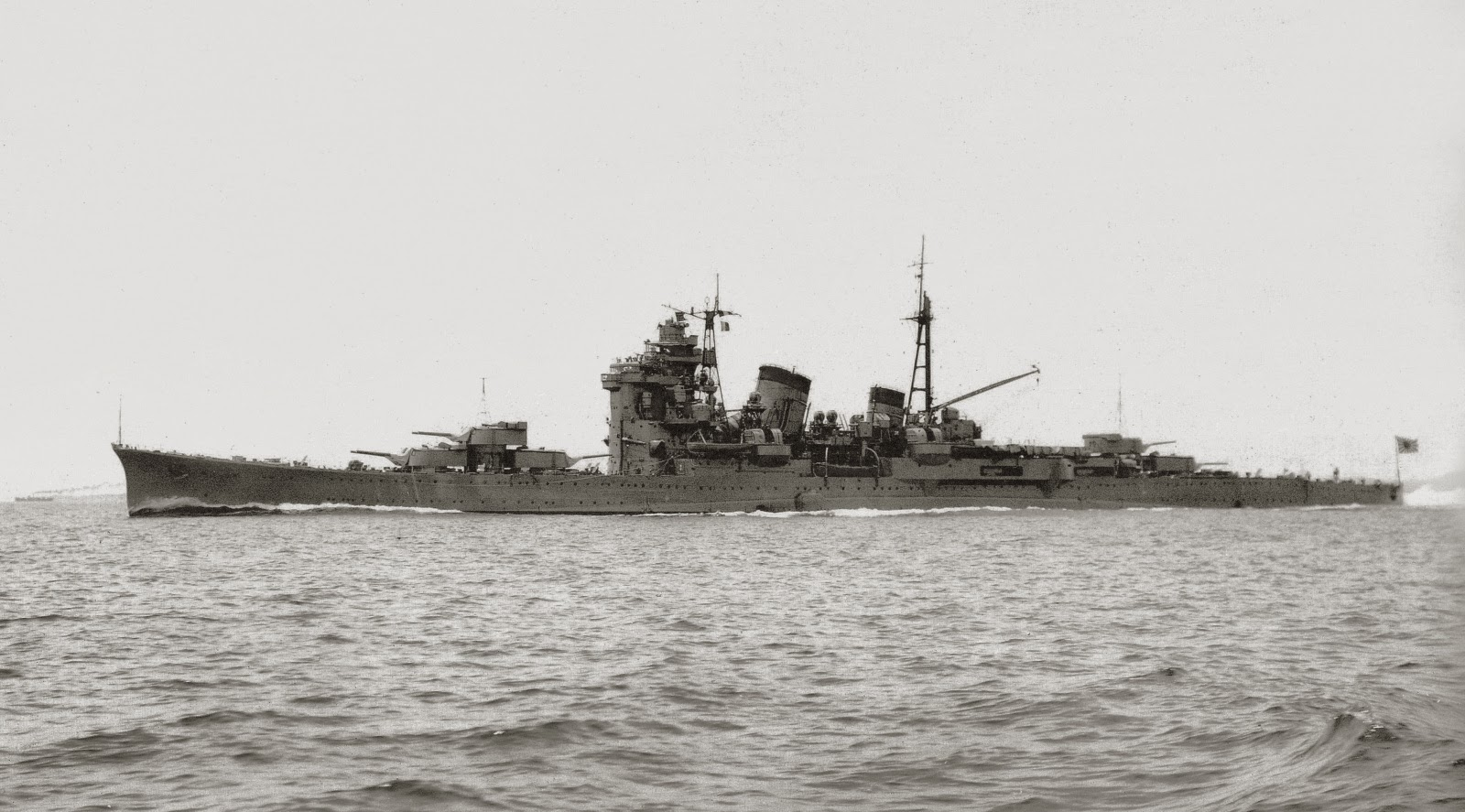
Der Schwere Kreuzer Ashigara

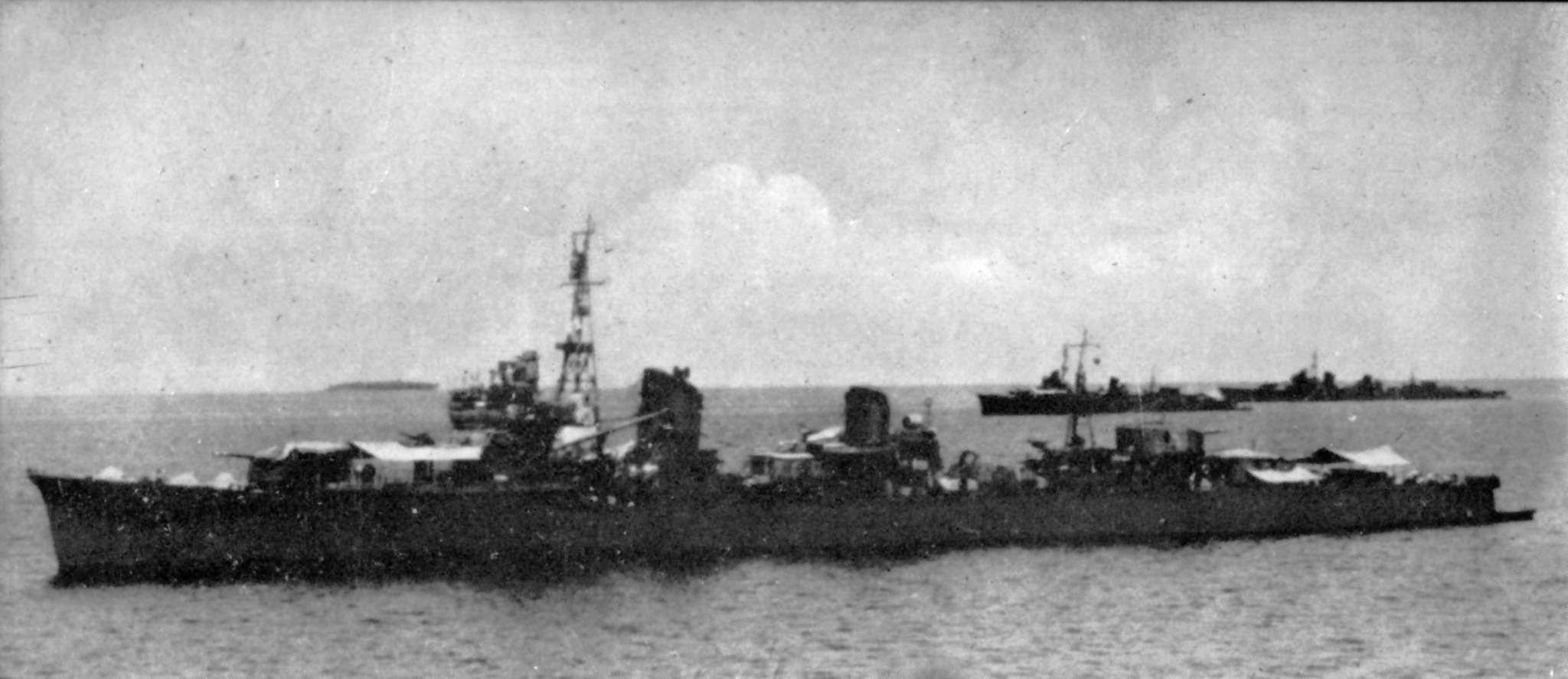
Japanische Zerstörer – im Vordergrund die Yukikaze

Force C Vizeadmiral Nishimura Shōji
| Schlachtschiff-Division 2 Vizeadmiral Nishimura Shōji | Zerstörer-Division 4 Capt. Takahashi Kameshirō |
| ----------------------------------------------------- | ---------------------------------------------- |
| Yamashiro Fusō Mogami                                 | Michishio Asagumo Yamagumo Shigure             |

| Kreuzer-Division 21 Vizeadmiral Shima Kiyohide | Zerstörer-Geschwader 1 Konteradmiral Kimura Masatomi | Zerstörer-Geschwader 1 Konteradmiral Kimura Masatomi | Zerstörer-Geschwader 1 Konteradmiral Kimura Masatomi |
| ---------------------------------------------- | ---------------------------------------------------- | ---------------------------------------------------- | ---------------------------------------------------- |
| Nachi Ashigara                                 | Abukuma                                              | Abukuma                                              | Abukuma                                              |
| Nachi Ashigara                                 | Zerstörer-Division 7                                 | Zerstörer-Division 18                                | Zerstörer-Division 21                                |
| Nachi Ashigara                                 | Akebono Ushio                                        | Kasumi Shiranui                                      | Wakaba Hatsushimo Hatsuharu                          |

### Japanische Streitkräfte während der Schlacht bei Samar
Vizeadmiral Kurita Takeo
| Schlachtschiff-Division 1 Vizeadmiral Ugaki Matome | Schlachtschiff-Division 3 Vizeadmiral Suzuki Yoshio | Kreuzer-Division 5 Vizeadmiral Hashimoto Shintarō | Kreuzer-Division 7 Vizeadmiral Kazutaka Shiraishi | Zerstörer-Geschwader 2 Konteradmiral Hayakawa Mikio | Zerstörer-Geschwader 2 Konteradmiral Hayakawa Mikio | Zerstörer-Geschwader 2 Konteradmiral Hayakawa Mikio | Zerstörer-Geschwader 10 Konteradmiral Kimura Susumu |
| -------------------------------------------------- | --------------------------------------------------- | ------------------------------------------------- | ------------------------------------------------- | --------------------------------------------------- | --------------------------------------------------- | --------------------------------------------------- | --------------------------------------------------- |
| Yamato Nagato                                      | Kongō Haruna                                        | Haguro Chōkai                                     | Kumano Suzuya Chikuma Tone                        | Noshiro Shimakaze                                   | Noshiro Shimakaze                                   | Noshiro Shimakaze                                   | Yahagi Nowake                                       |
| Yamato Nagato                                      | Kongō Haruna                                        | Haguro Chōkai                                     | Kumano Suzuya Chikuma Tone                        | Zerstörer-Division 2                                | Zerstörer-Division 31                               | Zerstörer-Division 32                               | Zerstörer-Division 17                               |
| Yamato Nagato                                      | Kongō Haruna                                        | Haguro Chōkai                                     | Kumano Suzuya Chikuma Tone                        | Hayashimo Akishimo                                  | Kishinami Okinami                                   | Hamanami Fujinami                                   | Urakaze Yukikaze Isokaze                            |

### Japanische Streitkräfte während der Schlacht am Kap Engaño

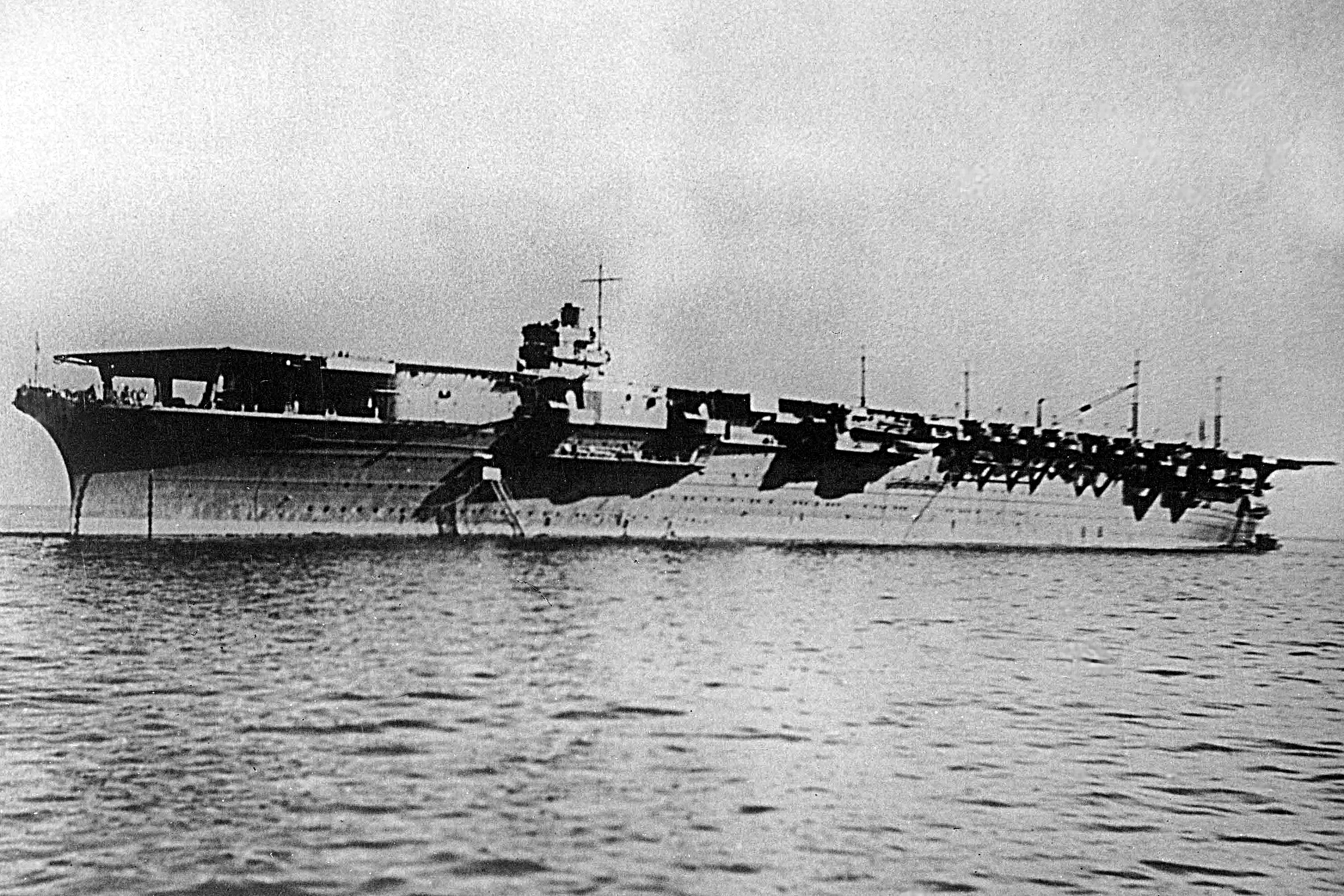
Der Flugzeugträger Zuikaku

Vizeadmiral Ozawa Jisaburō
| Flugzeugträger-Division 3 Vizeadmiral Ozawa Jisaburō | Flugzeugträger-Division 3 Vizeadmiral Ozawa Jisaburō | Flugzeugträger-Division 4 Konteradmiral Chiaki Matsuda |
| ---------------------------------------------------- | ---------------------------------------------------- | ------------------------------------------------------ |
| Zuikaku Zuihō Chitose Chiyoda                        | Zuikaku Zuihō Chitose Chiyoda                        | Hyūga Ise Ōyodo Tama                                   |
| Flugzeuge der Träger-Division 3                      |                                                      | Hyūga Ise Ōyodo Tama                                   |
| Mitsubishi A6M5 (Zero)                               | 80                                                   | Hyūga Ise Ōyodo Tama                                   |
| Nakajima B5N (Kate)                                  | 4                                                    | Hyūga Ise Ōyodo Tama                                   |
| Nakajima B6N (Jill)                                  | 25                                                   | Hyūga Ise Ōyodo Tama                                   |
| Yokosuka D4Y (Judy)                                  | 7                                                    | Hyūga Ise Ōyodo Tama                                   |

| Geleit-Geschwader 31 Konteradmiral Hyotaro Edo | Geleit-Geschwader 31 Konteradmiral Hyotaro Edo | Geleit-Geschwader 31 Konteradmiral Hyotaro Edo |
| ---------------------------------------------- | ---------------------------------------------- | ---------------------------------------------- |
| Isuzu                                          |                                                |                                                |
| Zerstörer-Division 61                          | Zerstörer-Division 41                          | Zerstörer-Division 43                          |
| Hatsuzuki Akizuki Wakatsuki                    | Shimotsuki                                     | Maki Kiri Kuwa Sugi                            |

### Japanische Verluste
| Datum       | Verlust                  | Verlust    | Grund                            |
| ----------- | ------------------------ | ---------- | -------------------------------- |
| 17. Oktober | Minenleger Maeshima      | gesunken   | Beschuss durch TG.38.3           |
| 23. Oktober | Kreuzer Maya             | gesunken   | Torpedobeschuss                  |
|             | Kreuzer Atago            | gesunken   | Torpedobeschuss                  |
|             | Kreuzer Takao            | beschädigt | Torpedobeschuss                  |
| 24. Oktober | Kreuzer Myōkō            | beschädigt | Bombardierung durch Flugzeuge    |
|             | Schlachtschiff Musashi   | gesunken   | Bombardierung durch Flugzeuge    |
|             | Zerstörer Yamagumo       | gesunken   | Beschuss durch Schiffsartillerie |
|             | Zerstörer Michishio      | gesunken   | Beschuss durch Schiffsartillerie |
|             | Zerstörer Asagumo        | gesunken   | Beschuss durch Schiffsartillerie |
|             | Schlachtschiff Fusō      | gesunken   | Beschuss durch Schiffsartillerie |
|             | Schlachtschiff Yamashiro | gesunken   | Beschuss durch Schiffsartillerie |
|             | Kreuzer Mogami           | beschädigt | Beschuss durch Schiffsartillerie |
|             | Kreuzer Kumano           | beschädigt | Torpedobeschuss                  |
|             | Kreuzer Chikuma          | gesunken   | Bombardierung durch Flugzeuge    |
|             | Kreuzer Chōkai           | gesunken   | Bombardierung durch Flugzeuge    |
|             | Kreuzer Suzuya           | gesunken   | Bombardierung durch Flugzeuge    |
| 25. Oktober | Flugzeugträger Chitose   | gesunken   | Bombardierung durch Flugzeuge    |
|             | Flugzeugträger Zuikaku   | gesunken   | Bombardierung durch Flugzeuge    |
|             | Flugzeugträger Zuihō     | gesunken   | Bombardierung durch Flugzeuge    |
|             | Flugzeugträger Chiyoda   | gesunken   | Beschuss durch Schiffsartillerie |
|             | Zerstörer Hatsutsuki     | gesunken   | Beschuss durch Schiffsartillerie |
|             | Zerstörer Akizuki        | gesunken   | Torpedobeschuss                  |
|             | Kreuzer Tama             | gesunken   | Torpedobeschuss                  |
|             | Zerstörer Nowake         | gesunken   | Beschuss durch Schiffsartillerie |
| 26. Oktober | Kreuzer Kinu             | gesunken   | Bombardierung durch Flugzeuge    |
|             | Zerstörer Uranami        | gesunken   | Bombardierung durch Flugzeuge    |
|             | Kreuzer Noshiro          | gesunken   | Bombardierung durch Flugzeuge    |
|             | Zerstörer Hayashimo      | gesunken   | Bombardierung durch Flugzeuge    |
|             | Kreuzer Abukuma          | gesunken   | Bombardierung durch Flugzeuge    |